# Ирвинг, Вашингтон
Ва́шингтон И́рвинг (англ. Washington Irving; 3 апреля 1783 года, Нью-Йорк — 28 ноября 1859 года, Тарритаун, штат Нью-Йорк) — американский писатель-романтик, которого часто называют «отцом американской литературы». Наиболее известен новеллами «Рип ван Винкль» (1819) и «Легенда о Сонной Лощине» (1820). Кроме того, издал сатирическую «Историю Нью-Йорка» (1809), сборник «Альгамбра».

## Биография

### Родители
Родителями Вашингтона Ирвинга были Уильям Ирвинг-младший, из Кухольма, Шапинсей (Оркнейские острова, Шотландия), пресвитерианин по религиозным убеждениям, и Сара Ирвинг (Сондерс), из Фалмута, Корнуолл, Англия, принадлежавшая к англиканской церкви. Они поженились в 1761 году, когда Уильям служил старшиной в британском военно-морском флоте. У них было одиннадцать детей, восемь из которых дожили до совершеннолетия. Их первые два сына умерли в младенчестве, оба по имени Уильям, как и их четвёртый ребёнок Джон. Оставшимися в живых детьми были Уильям-младший (1766), Энн (1770), Питер (1771).
Семья Ирвинга поселилась на Манхэттене и входила в городской купеческий класс.

### Ранние годы

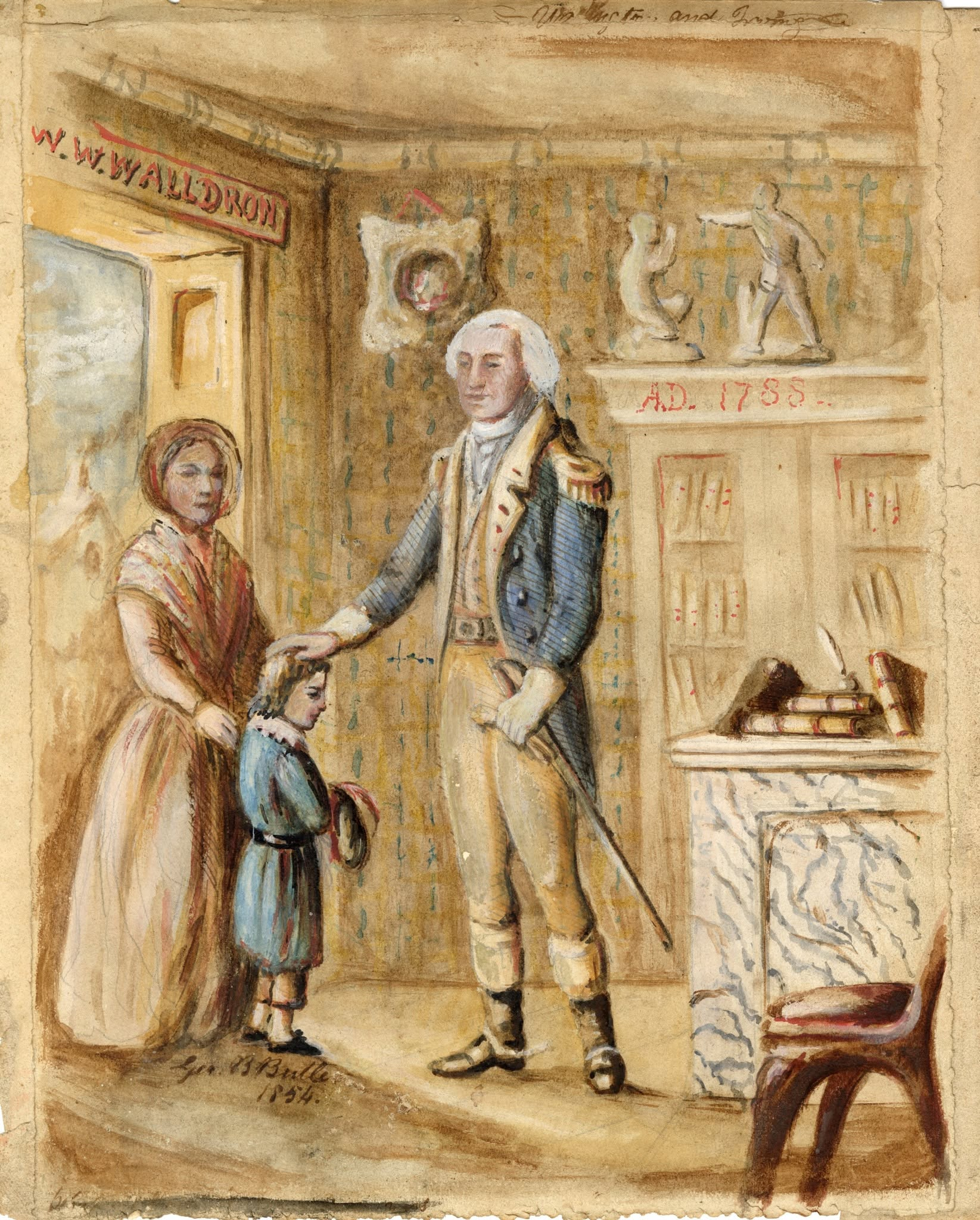
Встреча юного Ирвинга с Джорджем Вашингтоном. Акварель Дж. Б. Батлера

Вашингтон родился 3 апреля 1783 года, на той же неделе, когда жители Нью-йорка узнали о прекращении огня британцами, которое положило конец Американской революции. Мать Ирвинга назвала его в честь Джорджа Вашингтона. Ирвинг познакомился с президентом в возрасте 6 лет, когда Джордж Вашингтон жил в Нью-Йорке после своей инаугурации как президента в 1789 году.
Ирвинги жили в доме 131 на Уильям-стрит во время рождения младенца, но позже переехали через дорогу — в дом 128 на Уильям-стрит. Некоторые из братьев Ирвинга стали активными нью-йоркскими купцами; они поощряли его литературные устремления, часто поддерживая его финансово, когда он продолжил свою писательскую карьеру.
В школе Ирвинг охотно читал по-латыни Цицерона и Тита Ливия, а у себя в комнате проливал слёзы над стихами английского сентименталиста Оливера Голдсмита, которого любил всю жизнь, но не мог и не хотел приобретать никаких житейских навыков. Жизнь, которую он мальчиком наблюдал в своём родном Нью-Йорке, лишь помогла окрепнуть рано пробудившемуся у него романтическому ощущению действительности.

### Начало писательской деятельности (1802)

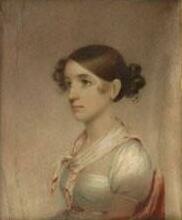
Предсмертный портрет Сары Матильды Хоффман кисти Энсона Дикинсона (1808)

После школы Ирвинг не захотел, подобно старшим братьям, продолжать образование, сославшись на слабое здоровье, и его, наконец, оставили в покое, дав возможность заниматься тем, чем он только и мог заниматься, — литературой. Он писал стихи, театральную критику, юморески.
Домой он возвращался неохотно и за семейным столом больше молчал, погружённый в какой-то закрытый для других полуреальный мир. Старших это раздражало, хотя им не были вовсе чужды литературные интересы: один из братьев в молодости редактировал скромную нью-йоркскую газету, другой даже выступил соавтором Ирвинга, когда тот затеял выпускать юмористический альманах.
Началом литературной деятельности Ирвинга послужили его юмористические очерки под названием «Letters of Jonathan Oldstyle», появившиеся в 1802 году на страницах «Утренних хроник», газеты, учреждённой его братом Питером. В 1803 году начинающий писатель совершил поездку в Канаду, добравшись до Монреаля.
В 1804 году Ирвинг впервые отправлен был своими братьями в путешествие по Европе для поправления здоровья. Объездив Южную Францию, Италию, Голландию, Швейцарию и Англию, он посещал театры, музеи и картинные галереи, познакомившись со многими людьми и вдоволь набравшись новых знаний и впечатлений.
По возвращении в Америку Ирвинг вместе с братьями Уильямом и Джеймсом публиковал отдельными выпусками сатирический сборник «Сальмагунди» (англ. Salmagundi, 1807—1808), а также некоторое время готовился к адвокатской деятельности, поступив на службу в контору Джозии Огдена Хоффмана (1766—1837), бывшего политика и члена Ассамблеи штата Нью-Йорк. Познакомившись с его дочерью Сарой Матильдой Хоффман (1791—1809), он вскоре был с нею обручён. Болезнь и преждевременная смерть юной невесты разрушила все его надежды на личное счастье, а также всякий интерес к юриспруденции, невзирая на формальное получение звания барристера.
Его желание сделаться писателем укрепил успех вышедшей в 1809 году двухтомной «Истории Нью-Йорка от сотворения мира до конца голландской династии, рассказанной Дидрихом Никербокером» (англ. Humorous history of New York from the Beginning of the World to the End of the Dutch Dynasty, by Diedrich Knickerbocker). Это первое его серьёзное произведение, пародировавшее претенциозный путеводитель доктора Сэмюэля Митчелла, высоко оценил сэр Вальтер Скотт, с которым Ирвинга связывала многолетняя дружба, давшая ему позже право юмористически изобразить шотландского романиста в своей новелле «Полный джентльмен» (англ. The Stout Gentleman, 1822).

### Война с Англией (1812—1815)
Во время войны с Англией, в 1812 году, Ирвинг служил при губернаторе Томпкинсе. Затем принял участие в одном торговом предприятии, но так неудачно, что лишился всего своего состояния. В 1813—1814 годах он издавал в Филадельфии «Аналитический журнал» (англ. Analectic).

### 17 лет в Европе (1815—1832)

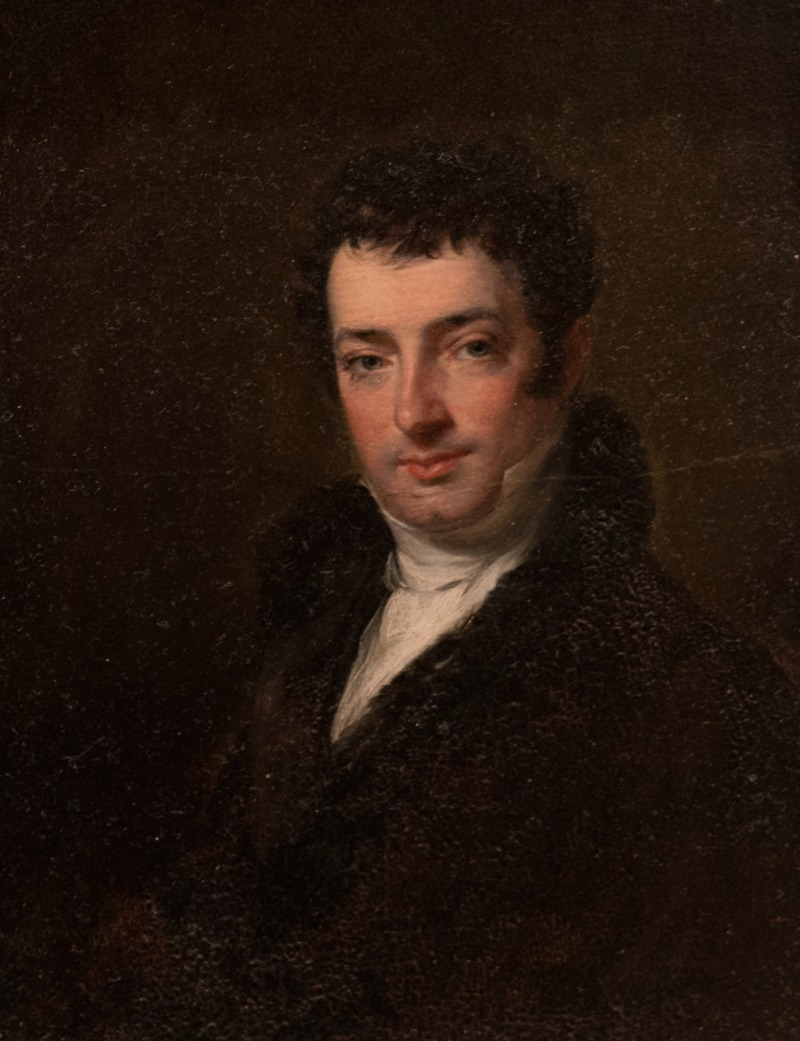
Портрет Вашингтона Ирвинга кисти Чарльза Роберта Лесли (1819)

После смерти отца Ирвинг стал партнёром по бизнесу своего брата, филиал торгового дома которого располагался в Ливерпуле, и в 1815 году повторно отправился по делам семейной фирмы в Англию. В Европу он ехал уже сложившимся писателем, у которого имелись своя тема и свой герой. Невзирая на то, что предотвратить банкротство фирмы ему так и не удалось, он уже не сомневался в том, что судьбой его навсегда стал литературный труд. По возвращении в Америку, бросив торговые дела, Ирвинг занялся обработкой путевых заметок, сделанных во время поездки в Англию, где он приобрёл новых друзей, включая шотландского поэта Томаса Кэмпбелла и ирландского поэта Томаса Мура.
Изданный Ирвингом под псевдонимом Джеффри Крейон сборник очерков и новелл под названием «Книга эскизов Джеффри Крейона из Гента» (англ. The Sketch Book of Geoffrey Crayon, Gent, 1819) обратил на себя всеобщее внимание. Читателей забавляли несерьёзные повести, порой напоминавшие едкий анекдот, и вряд ли кто-нибудь в ту пору заметил, что страницы, принадлежавшие Ирвингу, отличаются от написанных его братом. Те только развлекали и поддразнивали публику, Ирвинг же делился с публикой мыслями.
Одними из лучших его произведений, помимо вышеназванной комической «Истории Нью-Йорка», считаются мистическая новелла «Легенда о Сонной лощине» (1819—1820), основанная на местном нью-йоркском фольклоре, а также «Рип ван Винкль» — сказка о человеке, проспавшем 20 лет и совершившем, таким образом, своеобразное путешествие во времени.
Во время своего третьего посещения континента Ирвинг написал в Париже «Брейсбридж Холл» («Bracebridge-Hall, or the humorists»; Лондон, 1823); в августе 1824 года им изданы были в Филадельфии «Рассказы путешественника» (англ. Tales of a Traveller), наибольшую известность из которых приобрёли «Дьявол и Том Уокер» и «Пират Кидд».
В Испании Ирвинг четыре года посвятил изучению рукописей и книг, относящихся к эпохе открытия Америки. Плоды этих исследований — трёхтомное жизнеописание Христофора Колумба («History of the life and voyages of Christopher Columbus», Лондон, 1828—1830; русский перевод СПб., 1837), «Voyages and discoveries of the companions of Columbus» (там же, 1831), «Хроника покорения Гранады» («Chronicle of the conquest of Granada»; 1829) и сборник романтических рассказов «Альгамбра» (1832).
Биография Колумба, как многие отмечают, была в большой степени вымыслом. В частности, он создал миф, что люди доколумбовой эпохи считали Землю плоской.
В 1829 году он был избран членом Американского философского общества, а затем, при поддержке влиятельных политиков-демократов Мартина Ван Бюрена и Льюиса Маклейна назначен секретарём представительства Соединённых Штатов в Лондоне.

### Возвращение в США

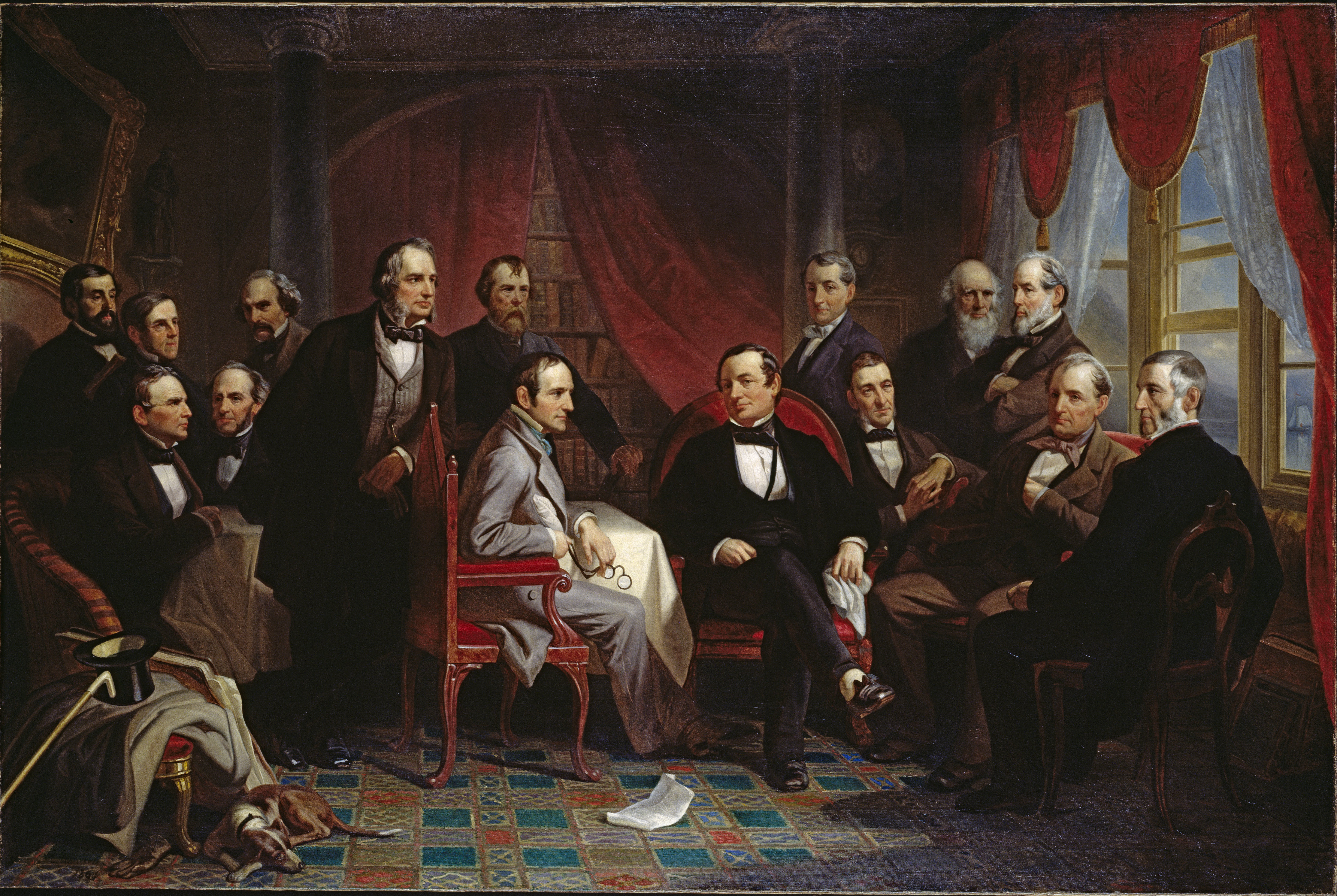
Ирвинг с друзьями в Саннисайде. Худ. Кристиан Шусселе (1864)

21 мая 1832 года, после 17 лет за границей, Ирвинг прибыл, наконец, в Нью-Йорк, где узнал, что его имя сделалось нарицательным, и его повсеместно почитают как первого американца, добившегося для своей страны признания на литературном поприще. После того, как поток публичных комплиментов поутих, писатель предпринял путешествие по прериям Дикого Запада, а по возвращении в Нью-Йорк отстроил для себя восхитительное поместье на Гудзоне близ Тарритауна, которому дал название Саннисайд («Солнечный берег»). Впечатления от поездки легли в основу довольно удачных книг «Путешествия по прериям» (англ. A Tour of the Prairies, 1835), «Астория, или Предприятие за пределами Скалистых гор» (англ. Astoria, or Enterprise Beyond the Rocky Mountains, 1836) и «Приключения капитана Бонневилля из США в Скалистых горах и на Диком Западе» (англ. Adventures of Captain Bonneville, USA, in the Rocky Mountains and the Far West, 1837).

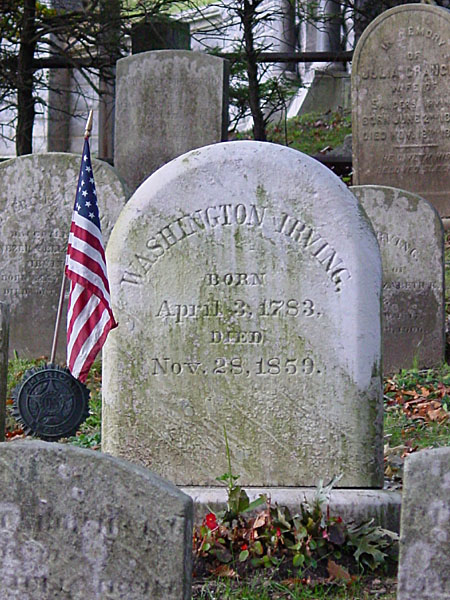
Могила Вашингтона Ирвинга

В 1842 году он снова отправился в Испанию в качестве посла Соединённых Штатов, окончательно вернувшись на родину в 1846 году. Поселившись в Саннисайде, он всецело посвятил себя биографическим и историческим сочинениям, наиболее значительными из которых стали изданная в 1849 году в Нью-Йорке двухтомная «Жизнь Оливера Голдсмита с отрывками из его сочинений», «История Магомета и его последователей» (англ. History of Mahomet and His Successors, 1849—1850), а также опубликованное в 1859 году пятитомное жизнеописание Джорджа Вашингтона. Среди других его произведений этого периода заслуживает внимание перевод исторического труда испанского писателя Мартина Фернандеса де Наваретте «Собрание путешествий и открытий, совершённых испанцами с конца XV века» (исп. Colleccion de los viajes у descubrimientos, que hicieron los Españoles desde el fin del siglo XV, 1825—1837).
По своим взглядам Ирвинг был никак не радикалом, а в старости его консервативные убеждения и вовсе вызывали улыбку даже самых умеренных либералов. Его раздражало, что жизнь в Америке становится всё более однообразной. Он с горечью убеждался, что романтика исчезает стремительно и безвозвратно.
Умер 28 ноября 1859 года в Тарритауне, Нью-Йорк. Похоронен на кладбище «Сонная лощина».

## Ирвинг и Россия

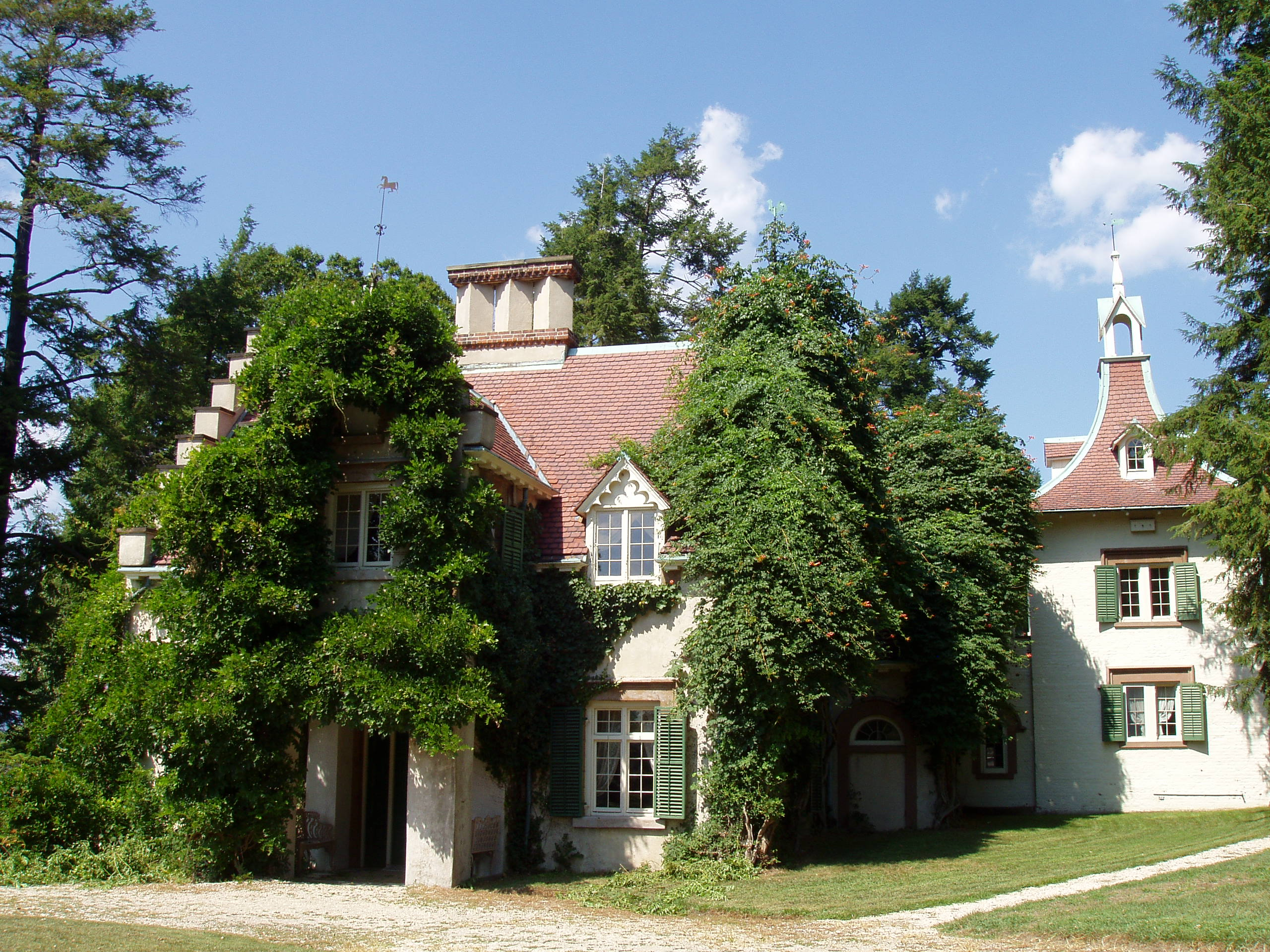
Саннисайд, Тарритаун

Литературная деятельность Ирвинга и его произведения были хорошо известны в Российской империи. Русскому читателю Ирвинга открыл Н. А. Полевой в своем журнале «Московский телеграф», где впервые в феврале 1825 года был опубликован очерк Ирвинга «Искусство делать книги». В том же году в петербургском журнале «Сын Отечества» была опубликована его новелла «Рип ван Винкль» в переводе декабриста Н. А. Бестужева. В последующие годы переводы из Ирвинга публиковались практически во всех крупных русских журналах XIX в. Первая книга Ирвинга на русском языке («Итальянские разбойники») вышла в 1830 году, а в середине 1830-х наступил расцвет популярности писателя в России. Полевой восторженно восклицал (1834): «Дай мне перо Ирвинга…», а Бестужев-Марлинский писал (1835): «Ирвингу подражал я в форме, не в сущности…».
В. К. Кюхельбекер записал в своих дневниках после прочтения одного из произведений Марлинского, что тот «подражал нескольким приёмам Вашингтона Ирвинга, а местами Гофмана», но оговорился: «В подражании этом есть много истинно русского, много такого, что мог написать один только русский романист». Ирвинг оказал определённое влияние и на самого Кюхельбекера и других русских писателей-романтиков. Восторгаясь Ирвингом, Ф. Купером и другими американскими писателями, Анна Ахматова была убеждена, что литературным источником пушкинской «Сказки о Золотом петушке» была ирвинговская «Легенда об Арабском астрологе». Российские литературоведы прослеживали аналогии между пушкинской повестью «Историей села Горюхина» и ирвинговской «Историей Нью-Йорка», между сатирической повестью Ф. В. Булгарина «Предок и потомок» и «Рип ван Винклем». В 1840-е годы Ирвинг считался среди сосланных российских писателей-декабристов нестареющим образцом мировой романтической литературы.
Известно также, что Ирвинг состоял в тесных дружеских отношениях с русским дипломатом и поэтом князем Д. И. Долгоруковым, в 1819—1820 годах состоявшим вместе с Пушкиным в литературном обществе «Зелёная лампа», а позже занимавшим в Мадриде должность атташе. В 1826 году Долгоруков вместе с Ирвингом совершил путешествие по Испании, а позже переписывался с ним, давая благожелательные отзывы на его произведения.
Удивляться вниманию русских писателей к Ирвингу не приходится. Американская литература того времени вообще вызывала в России особый интерес, потому что преобладало ощущение родственности условий национальной жизни двух стран.

## Произведения
- «Сальмагунди» (Salmagundi, 1807—1808);
- «История Нью-Йорка» (A History of New York, 1809);
- «Книга эскизов»/«Записная книжка» (The Sketch Book of Geoffrey Crayon, 1819—1820, содержание: «Рип Ван Винкль», «Жених-призрак», «Легенда о Сонной Лощине»);
- «Рассказы путешественника» (Tales of a Traveller, 1824, содержание: «Кладоискатели», «Врата Дьявола», «Пират Кидд», «Дьявол и Том Уокер», «Вольферт Веббер, или Золотые сны», «Происшествие с чёрным рыбаком»);
- «Брейсбридж-Холл» (Bracebridge Hall, 1826, содержание: «Полный джентльмен», «Аннета Деларбр», «Дом с привидениями», «Дольф Хейлигер»);
- «История жизни и путешествий Христофора Колумба» (A History of the Life and Voyages of Christopher Columbus, 1828);
- «Альгамбра»/«Легенды Альгамбры» (Tales of the Alhambra, 1832, рус. пер. 1979, содержание: «Легенда об Арабском астрологе», «Легенда о Трёх прекрасных принцессах», «Легенда о Принце Ахмеде аль Камель, или Паломник любви», «Легенда о Завещании мавра» (к 100-летию со дня смерти создан одноимённый советский мультфильм 1959 г., реж. Михаил Цехановский, Вера Цехановская), «Легенда о „Розе Альгамбры“, или Паж и сокол»);
- «Астория» (Astoria, 1836);
- «Miscellanies» (Л., 1835—1836);
- «История Магомета и его последователей» (History of Mahomet and his successors, 1849—1850, русск. пер. M., 1857);
  - Жизнь Магомета / Соч. Вашингтона Ирвинга; Пер. с англ. Петра Киреевского. — Москва: Унив. тип., 1857. — [4], 291 с.
  - Жизнь Магомета / Пер. Л. П. Никифорова. — Москва: М. В. Клюкин, 1898. — 407 с. — (Общеполезная библиотека для самообразования; № 23 и 24)
- «Оливер Голдсмит» (Oliver Goldsmith, Л., 1849);
- «Жизнь Вашингтона» (Life of George Washington, Нью-Йорк, 1855—1859).

Полное собрание его сочинений вышло в Нью-Йорке в 1848—1850 годах и в Лондоне в 1851 году. Как отмечал в своей статье из «ЭСБЕ» С. М. Латышев, работы Ирвинга отличались «не столько силой творческого таланта, сколько замечательным уменьем обрабатывать уже готовый материал, изяществом изложения, массой интересных, тонких наблюдений и неподдельным остроумием».

## Память
- В честь Ирвинга в 1854 году назван был город Эрвингтон (англ. Irvington) в округе Уэстчестер, штат Нью-Йорк, возникший на месте деревень Диаман и Абботсфорд[18].
- В честь Ирвинга была названа улица Ирвинг-плейс в Нью-Йорке, позже переименованная в Лексингтон-авеню.

## Комментарии
1. ↑  Вид салата наподобие винегрета, щедро сдобренного специями.